# Vincetoxicum ascyrifolium
Vincetoxicum ascyrifolium är en oleanderväxtart som beskrevs av Adrien René Franchet och Savat.. Vincetoxicum ascyrifolium ingår i släktet tulkörter, och familjen oleanderväxter. Inga underarter finns listade i Catalogue of Life.